# Dals-Ed
Dals-Ed è un comune svedese di 4 710 abitanti, situato nella contea di Västra Götaland. Il suo capoluogo è la cittadina di Ed.